# Stenocorus serratus
Stenocorus serratus là một loài bọ cánh cứng trong họ Cerambycidae.